# Јаромјержице на Рокитни
Јаромјержице на Рокитни (чеш. Jaroměřice nad Rokytnou) град је у Чешкој Републици. Град се налази у управној јединици крај Височина, у оквиру којег припада округу Требич.

## Становништво
Према подацима о броју становника из 2014. године град је имао 4.170 становника.